# Zeitschrift für Physikalische Chemie
Zeitschrift für Physikalische Chemie è una rivista scientifica a revisione paritaria mensile che copre la chimica fisica pubblicata da Oldenbourg Wissenschaftsverlag. Fu fondata nel 1887 da Wilhelm Ostwald, Jacobus Henricus van 't Hoff e Svante August Arrhenius. Il caporedattore è Karl-Michael Weitzel (Università di Marburg).